# هتل بلیکس
هتل بلیکس (به انگلیسی: Blakes Hotel) یک هتل پنج ستاره در ناحیهٔ کنزینگتون جنوبی شهر لندن در انگلستان است. هتل بلیکس یک هتل ۵ ستاره با خدمات سطح بالا است.

## اتاق‌ها و دیزاین
هتل بلیکس ۴۵ اتاق دارد و هر اتاق طراحی ویژهٔ خود را دارد. سبک‌های آسیایی، مراکشی و مستعمراتی در طراحی اتاق‌ها نمود دارند. اتاق‌ها شامل تخت دونفرهٔ فرانسوی و مبلمانی با طراحی اروپایی هستند.